# سوئیچینگ برشی
در شبکه‌های رایانه ای، سوئیچینگ برشی (Cut-through) که به آن ارسال برشی نیز گفته می‌شود روشی برای سیستم‌های سوئیچینگ بسته (packet) است، که در آن سوئیچ به‌طور معمول به محض این که آدرس مقصد و رابط خروجی تعیین می‌شود شروع به ارسال یک فریم یا بسته، قبل از دریافت کل فریم می‌کند، در مقایسه با ذخیره و ارسال، این روش تأخیر را از طریق سوئیچ کاهش می‌دهد و برای مدیریت خطا به دستگاه‌های مقصد متکی است. سوئیچینگ برش خالص فقط زمانی امکان‌پذیر است که سرعت رابط خروجی برابر یا بیشتر از سرعت رابط ورودی باشد.
سوئیچینگ تطبیقی بر اساس شرایط فعلی شبکه، رفتارهای برش و ذخیره و ارسال را به صورت پویا انتخاب می‌کند.
سوئیچینگ برش با تعویض کرمچاله ارتباط نزدیک دارد.

## استفاده در اترنت
وقتی از سوئیچینگ برشی در اترنت استفاده می‌شود، چون توالی بررسی فریم در انتهای فریم ظاهر می‌شود، سوئیچ نمی‌تواند یکپارچگی بسته ورودی را قبل از بازارسال تأیید کند. یک سوئیچی برش بسته‌های خراب را به جلو هدایت می‌کند، در حالی که سوئیچ ذخیره و ارسال آنها را رها می‌کند.
این فناوری توسط کالپانا، شرکتی که اولین سوئیچ اترنت را معرفی کرد، توسعه داده شد.
مزیت اصلی سوئیچ‌های اترنت برشی، در مقایسه با سوئیچ‌های اترنت ذخیره و ارسال، تأخیر کمتر است. سوئیچ‌های برشی اترنت می‌توانند از تأخیر شبکه در حدود ۱۰ میکرو ثانیه پشتیبانی کنند. تاخیرهای زیر ۳ میکروثانیه اپلیکیشن پایان-به-پایان به سخت‌افزار تخصصی مانند InfiniBand نیاز دارند.
بدون قطعه (Fragment Free) یک نسخه ای از سوئیچ cut-through است که با اطمینان از عدم ارسال قطعات متداخل، تا حدی این مشکل را برطرف می‌کند. مکانیزم بدون قطع فریم را تا زمانی که ۶۴ بایت اول آن از منبع خوانده شود نگه می‌دارد تا تداخل ممکن را قبل از ارسال تشخیص دهد. این مکانیزم تنها زمانی مفید است که احتمال تداخل روی پورت منبع وجود داشته باشد.
نظریه مطرح شده این است که فریم‌های آسیب دیده (معمولاً در اثر تداخل و برخورد) اغلب کوتاه‌تر از حداقل اندازه فریم اترنت معتبر هستند که ۶۴ بایت است. با یک بافر بدون قطعه، ۶۴ بایت اول هر فریم، MAC منبع و پورت را در صورت لزوم به روز می‌کند، MAC مقصد را می‌خواند و فریم را ارسال می‌کند. اگر فریم کمتر از ۶۴ بایت باشد، دور انداخته می‌شود. فریم‌هایی که کوچکتر از ۶۴ بایت هستند، خراب یا runt نامیده می‌شوند. به همین دلیل است که به سوئیچینگ بدون قطعه گاهی سوئیچینگ "بدون خرابی"("runt less") گفته می‌شود. از آنجا که سوئیچ فقط ۶۴ بایت از هر فریم را بافر می‌کند، مکانیزم بدون قطعه یک حالت سریعتر از ذخیره و ارسال است، اما هنوز هم خطر ارسال فریم‌های بد وجود دارد.
سناریوهای خاصی وجود دارد که یک سوئیچ برشی اترنت را مجبور به بافر کردن کل بسته می‌کند و مانند یک سوئیچ اترنت ذخیره و ارسال برای آن بسته عمل می‌کند:
- سرعت: هنگامی که پورت خروجی سریعتر از پورت ورودی است، سوئیچ باید کل فریم دریافت شده از پورت سرعت پایین را بافر کند تا سوئیچ بتواند انتقال آن فریم را از پورت سرعت بالا شروع کند، تا از زیرپوشی جلوگیری کند. (هنگامی که پورت خروجی کندتر از پورت ورودی باشد، سوئیچ می‌تواند سوئیچ برشی را انجام دهد و انتقال آن فریم را قبل از اینکه کاملاً دریافت شود شروع کند، اگرچه هنوز باید قسمتی از فریم را بافر کند).
- ازدحام: هنگامی که یک سوئیچ برش تصمیم می‌گیرد که یک فریم از یک پورت ورودی باید از طریق یک پورت خروجی خارج شود، اما آن پورت خروجی در حال حاضر مشغول ارسال یک فریم از یک پورت ورودی دوم است، سوئیچ باید قسمتی از فریم یا کل آن را از درگاه اول ورودی بافر کند.[۱]